# Acampe
Acampe, abreujat com Acp en el comerç hortícola, és un gènere d'espècies orquídies monopòdiques, epífites vandacees, distribuïdes des de l'Àsia tropical des de l'Índia, a l'est fins a la Xina i cap al sud fins a Malàisia, i les Filipines, així com des de l'Àfrica tropical, Madagascar i illes de l'oceà Índic. El nom Acampe va derivar del mot grec akampas, que significa "rígid", fent referència a les flors petites, trencadisses i inflexibles.
L'acampe produeix tiges de creixement lent i de mida mitjana que formen masses vegetatives molt grans a la natura. Es distingeixen per les seves fulles gruixudes, cuiroses i dístiques. Produeixen flors grogues fragants de mida petita a mitjana, barrades amb ratlles taronges o vermelles, en una inflorescència racemosa de poques a moltes flors. Els sèpals i els pètals trencadissos semblen iguals. El labellum (llavi) blanc en forma d'orella, serrellat, té forma de sac o té un esperó, i té marques vermelles a la seva base. La columna carnosa és curta i presenta dues masses pol·líniques ceroses.
Per les seves grans dimensions i petites flors, rarament es conreen.

## Taxonomia
Vuit espècies eren reconegudes en maig de 2014:
1. Acampe carinata (Griff.) Panigrahi - Xina, Índia, Assam, Bangladesh, Nepal, Cambodja, Laos, Myanmar, Tailàndia, Vietnam
2. Acampe cephalotes Lindl. - Assam, Bangladesh
3. Acampe hulae Telepova - Laos, Cambodja
4. Acampe joiceyana (J.J.Sm.) Seidenf. - Birmània, Tailàndia, Vietnam
5. Acampe ochracea (Lindl.) Hochr. - Yunnan, Assam, Bangladesh, Índia, Sri Lanka, Cambodja, Laos, Birmània, Malàisia, Tailàndia, Vietnam
6. Acampe pachyglossa Rchb.f. - Àfrica des de Somàlia fins Sud-àfrica; Madagascar, Comores, Illes Maurici, Seychelles, Reunió, Aldabra
7. Acampe praemorsa (Roxb.) Blatt. & McCann - Índia, Sri Lanka, Birmània
8. Acampe rigida (Buch.-Ham. ex Sm.) P.F.Hunt - Xina, Índia, Assam, Bangladesh, Nepal, Sri Lanka, Illes Andaman, Cambodja, Laos, Birmània, Tailàndia, Vietnam, Malàisia, Filipines

Acampe forma diversos híbrids intergenèrics:
- × Aracampe (Acampe × Arachnis)
- × Vancampe (Acampe × Vanda)